# Spitsvogels
Spitsvogels (Artaminae) zijn een onderfamilie van de familie Artamidae van de orde zangvogels. De onderfamilie telt één geslacht, Artamus, met 11 soorten. De naam Artamus is afgeleid van het Oudgriekse ἄρταμος  (artamos, slager) omdat ze leken op klauwieren, die ook genoemd zijn naar slager of beul in het Latijn.

## Kenmerken
Spitsvogels zijn meestal dof gekleurde vogels. Zij hebben een tong met een borstelvormig uiteinde, geschikt voor het verzamelen van nectar. Dat doen ze echter zelden. Ze hebben een stevige snavel, korte poten en opvallend korte en spitse vleugels. De lichaamslengte varieert van 12 tot 20 cm.

## Leefwijze
Het zijn wendbare vogels die in vlucht insecten vangen, net als zwaluwen. In het Engels heten ze dan ook boszwaluwen (woodswallows). Op één soort na zijn het nomadisch levende vogels die zich ophouden op plaatsen waar toevallig veel insecten zijn. Ze pleisteren vaak in grote groepen (net als zwaluwen).

## Voortplanting
Ze bouwen losjes uitziende nesten van kleine takjes boven op een boomstronk of op een dikke tak, soms in een holte. Ze broeden in kolonies. Het legsel bestaat uit 2 tot 4 witte of roomwitte eieren met roodbruine vlekken. Beide partners verzorgen de jongen.

## Verspreiding en leefgebied
Deze vogels komen voor in delen van Azië, op Nieuw-Guinea, Australië en op eilanden in de Stille Oceaan.

## Taxonomie
Spitsvogels zijn - ondanks hun Engelse naam woodswallow - niet verwant aan de zwaluwen: dat zijn Sylvioidea, behorend tot de clade Corvoidea.
Het geslacht Artamus bevat de volgende soorten:
- Artamus cinereus – Zwartteugelspitsvogel
- Artamus cyanopterus – Blauwvleugelspitsvogel
- Artamus fuscus – Grijze spitsvogel
- Artamus insignis – Bismarckspitsvogel
- Artamus leucorynchus – Witborstspitsvogel
- Artamus maximus – Grote spitsvogel
- Artamus mentalis – Fijispitsvogel
- Artamus minor – Roetspitsvogel
- Artamus monachus – Witrugspitsvogel
- Artamus personatus – Maskerspitsvogel
- Artamus superciliosus – Wenkbrauwspitsvogel